# Grupul 47
Grupul 47 este numele de scriitori de limbă germană care au participat la întâlniri la care Hans Werner Richter i-a invitat între 1947 și 1967.

## Istorie
Grupul 47 a început după cel de-al Doilea Război Mondial, când, în 1946, Alfred Andersch și Walter Kolbenhoff au înființat revista Der Ruf (Apelul), prin care se dorea modelarea în spirit democratic a poporului german. Revista nu a avut o viață lungă, căci forțele ocupante americane au interzis-o pentru nihilism exacerbat. Fondatorii revistei nu s-au lăsat intimidați și au înființat o altă revistă, în același an, numită Der Skorpion (Scorpionul). Nici aceasta nu a avut succes, astfel că ei au pus bazele Grupului 47, având ca model Generația lui 98 din Spania.
Grupul a dobândit foarte repede un mare prestigiu, mai ales datorită membrilor foarte cunoscuți. Însă în principal din cauza opiniilor politice contradictorii întâlnirile s-au rărit, iar în 1977 a fost declarat oficial desființat.

## Organizare
Membrii grupului se întâlneau în mod regulat, de două ori pe an. Erau chemați doar scriitori, filosofi, oameni cu renume. Ei primeau scrisori prin care l-i se spunea unde și când are loc întâlnirea. Nu exista o listă cu membrii, ei se schimbau, puteai să fi invitat o dată, iar a doua oară să nu mai ai dreptul să vii. La întâlniri se citeau doar manuscrise care nu au fost încă publicate, iar pe baza lor se formau discuții, unde textul era criticat. Existau și premii pentru cele mai bune texte. Hans Werner Richter, fondator și organizator, a numit acest grup drept unul privat-public. Ei doreau să promoveze tineri scriitori, să formeze o literatură germană “de după războiul fulger”. Au criticat anumite tendințe din epocă, anume aceea de a scrie distanțat despre trecut și nu despre aici și acum, idealizarea poetică, etc.

## Premiul literar
Din anul 1950 membrii grupului alegeau autorul cu cea mai bună lucrare și îi ofereau Premiul Literar al Grupului 47. Banii erau colectați la început de la membri, însă mai apoi s-au găsit sponsori printre stații de radio, diferite publicații etc.
Câțiva dintre cei care au primit premiul:
- 1950: Günter Eich
- 1951: Heinrich Böll, pentru Die schwarzen Schafe („Oile negre”)
- 1952: Ilse Aichinger
- 1953: Ingeborg Bachmann, pentru Die gestundete Zeit („Timpul amânat”)
- 1955: Martin Walser, pentru povestea "Templones Ende" („Sfârșitul Templonei”)
- 1958: Günter Grass, pentru Die Blechtrommel („Toba de tinichea”)
- 1962: Johannes Bobrowski, pentru poezii din volumul “Sarmatische Zeit” („Timpul sarmatic”)
- 1967: Peter Bichsel, pentru "Die Jahreszeiten" („Anotimpurile”)

Lista celor mai cunoscuți membri:
1. Ilse Aichinger
2. Alfred Andersch
3. Ingeborg Bachmann
4. Heinrich Böll
5. Paul Celan
6. Hans Magnus Enzensberger
7. Erich Fried
8. Günter Grass
9. Wolfgang Hildesheimer
10. Erich Kästner
11. Alexander Kluge
12. Siegfried Lenz
13. Reinhard Lettau
14. Marcel Reich-Ranicki
15. Hans Werner Richter